# 프로메어
프로메어(プロメア, PROMARE)는 일본에서 제작된 이마이시 히로유키 감독의 2019년 애니메이션, 액션 영화이다. 마츠야마 켄이치 등이 주연으로 출연하였다.

## 출연

### 주연
- 마츠야마 켄이치 : 갈로 티모스 역
- 사오토메 타이치 : 리오 포티아 역
- 사카이 마사토 : 크레이 포사이트 역
- 사쿠라 아야네 : 아이나 아르데비트 역

### 조연
- 요시노 히로유키 : 레미 푸구나 역
- 이나다 테츠 : 바리스 트러스 역
- 신타니 마유미 : 루시아 펙스 역
- 코야마 리키야 : 이그니스 역
- 코시미즈 아미 : 에리스 아르데비트 역
- 쿠스노키 타이텐 : 벌칸 헤이스터스 역
- 히야마 노부유키 : 게라 역
- 코니시 카츠유키 : 메이스 역
- 유즈키 료카 : 비아르 콜로서스 역
- 후루타 아라타 : 데우스 프로메스 박사 역
- 켄도 코바야시 : 비니 역

## 음악
전체 작곡: Hiroyuki Sawano
| #            | 제목                  | 작사                  | Performer(s)          | 재생 시간 |
| ------------ | --------------------- | --------------------- | --------------------- | --------- |
| 1.           | 〈Inferno〉           | Benjamin Anderson mpi | Benjamin Anderson mpi | 3:54      |
| 2.           | 〈PRO//MARE〉         |                       |                       | 3:47      |
| 3.           | 〈GAL-OTHY-MOS〉      |                       |                       | 5:09      |
| 4.           | 〈ΛsHEs〉             | cAnON.                | Gemie                 | 2:21      |
| 5.           | 〈WORLDBIGFLAMEUP〉   |                       |                       | 4:27      |
| 6.           | 〈PROMARETHEME〉      |                       |                       | 3:18      |
| 7.           | 〈BangBangBUR!...n?〉 |                       |                       | 5:56      |
| 8.           | 〈NEXUS〉             | Benjamin Anderson mpi | Laco                  | 3:49      |
| 9.           | 〈BAR2tsuSH〉         |                       |                       | 5:27      |
| 10.          | 〈DeusPRO召す〉       |                       |                       | 5:17      |
| 11.          | 〈fanFAREpiZZA〉      |                       |                       | 3:36      |
| 12.          | 〈ΛsHEs ～RETURNS～〉 | cAnON.                | Gemie                 | 2:24      |
| 13.          | 〈燃焼ING-RES9〉      |                       |                       | 2:09      |
| 14.          | 〈BAR2NG4女14yoN〉    |                       |                       | 3:11      |
| 15.          | 〈904SITE〉           |                       |                       | 2:34      |
| 16.          | 〈REG-GIRT〉          |                       |                       | 2:27      |
| 17.          | 〈RE:0〉              |                       |                       | 2:38      |
| 18.          | 〈PIROMARE〉          |                       |                       | 2:20      |
| 19.          | 〈Gallant Ones〉      | Benjamin Anderson mpi | Benjamin Anderson mpi | 2:54      |
| 20.          | 〈stRE:0ings〉        |                       |                       | 2:27      |
| 21.          | 〈火-YO!人〉          |                       |                       | 5:21      |
| 총 재생 시간 | 총 재생 시간          | 총 재생 시간          | 총 재생 시간          | 1:15:26   |

## 참고 사항
- 조연의 성우진이 대부분 트리거 전작에 한두 번씩 나온 성우들로 구성되었다. 이젠 안나오면 신기한 수준의 코니시 카츠유키, 신타니 마유미, 이나다 테츠는 물론이거니와 히야마 노부유키, 유즈키 료카, 요시노 히로유키, 코시미즈 아미 등 특히 킬라킬과 성우진이 대거 겹친다. 혼노지 학원 사천왕의 성우들이 다시 모인 트리거 작품은 이번이 처음이다.